# Col de Saoubathoù
Le col de Saoubathoù (Saoubathou) est un col de haute montagne situé au pied de la Table de Souperret (2 116 m) entre le vallon de Labarquère qui débouche sur le plateau de Lhers et le vallon de Belonce, tous deux situés au sud de Lescun en vallée d'Aspe dans les Pyrénées-Atlantiques.

## Toponymie
Saubathoù est une forme locale du gascon Saubadoù (Salvador) 'Sauveur'.

## Voies d'accès
Le col est emprunté par la HRP. Il permet de relier le col de Pau au refuge d'Arlet dans le vallon de Bélonce.